# Liga de Ascenso de Honduras
La Liga Nacional de Ascenso también conocida como Liga de Ascenso Apostemos por motivos de patrocinio, es el torneo de segunda división del fútbol en Honduras.

## Historia
A lo largo de su historia, la liga de ascenso de Honduras ha experimentado una serie de cambios drásticos como medida de adaptación a las necesidades de la Liga Nacional y del fútbol hondureño en general.
A partir de 1965 y hasta 1979, la Liga de Ascenso fue regida por Federación Deportiva Extraescolar de Honduras. El campeonato se definía de forma amateur y enfrentaba al campeón de la zona Centro-Sur contra el campeón de zona Norte-Occidente. Así, el campeón se ganaba el derecho de participar al siguiente año en la Liga Nacional.
La participación de la Liga Nacional de Ascenso comienza a tomar relevancia en el fútbol de Honduras a partir de 1966, ya que en 1965, año en que se desarrolló el primer campeonato de Liga Nacional No aficionado, ésta decidió no descender a ninguno de los 10 equipos originales que conformaron la Liga. Debido a esto, fue hasta 1966 cuando la Liga de Ascenso envió al Atlético Indio como su primer campeón y representante al máximo circuito del fútbol hondureño.
Durante los años de 1972 y 1996, por diferentes razones, tampoco hubo descenso en la Primera División. En 1972 el campeonato fue declarado nulo, por lo que no hubo necesidad de ascenso. En 1996 se dio un caso muy atípico, ya que por una decisión del Congreso de la Liga Nacional, ésta decidió que el campeonato siguiente se jugara con 11 clubes. Esta decisión, dejó como invitado al Independiente, que al año siguiente descendió junto al Palestino.
En 2002, la Liga Nacional de Segunda División pasó a llamarse Liga Nacional de Ascenso de Honduras. En dicha sesión extraordinaria celebrada en Tegucigalpa se acordó eliminar los equipos con categoría de reservas de los equipos de la Liga Nacional de Fútbol de Honduras. Para seguir compitiendo en la Liga Nacional de Ascenso los equipos 'Reservas' de los Clubes: Olimpia, Motagua, Real España, Marathón, Victoria y Universidad tuvieron que adoptar un nombre diferente. Los equipos que desistieron a dicha petición simplemente fueron reemplazados.
Luego de adoptar las nuevas bases de la Liga Nacional de Ascenso de Honduras, la Junta Directiva de la liga quedó integrada de la siguiente manera: Presidente (Reelecto): Javier Martínez; Vicepresidente: Javier Valladares; secretario: Ovidio Guevara; gerente (Reelecto): Jaime Irías; vocales: Francisco López, Fraterno Calderón, Dionisio Gómez y Julio César Mejía.
El equipo que más ha descendido a la Segunda División es el Club de la Universidad en 1981, 1985, 1988, y el 2006-2007. Estos descensos le perimtieron al equipo 'estudioso' llegar a Segunda División con una gran experiencia. Por esta razón, la Universidad es el equipo que más ascensos tiene hasta la fecha con tres. Otros clubes como el Federal, el Victoria y más recientemente el Atlético Olanchano han logrado su ascenso a la Primera División en dos oportunidades.
En la Liga de Ascenso también se han producido hechos muy comunes como las fusiones y la compra y venta de categorías entre los equipos. En 1995, el Savio le compró la categoría al Deportes Progreseño de Segunda División y pasó a llamarse Deportes Savio; bajo este nuevo nombre, el equipo de Santa Rosa de Copán logró su primer ascenso en el año 2000.
Más recientemente, en la temporada 2003-04 el Municipal Valencia logró su ascenso a la división de honor, pero sus directivos decidieron vender la categoría al Club Hispano de la ciudad de Comayagua. Este equipo había sido relegado la temporada anterior. Otros casos similares incluyen la fusión del Real Maya con el Patepluma en el 2003, así como la venta de categoría por parte del Honduras Salzburgo al Club Deportivo Victoria en el año 2002.

## Bases de Competencia
La Liga Nacional de Ascenso está dividida en seis grupos de seis equipos: La Zona Norte (Grupo A) y (Grupo B) comprende los departamentos de Atlántida, Yoro, Colón, e Islas de la Bahía, (Grupo C) comprende el departamento de Cortés. La Zona Occidental (Grupo D) comprende los departamentos de Copán y Santa Bárbara. y La Zona Centro Sur Oriente (Grupo E) y (Grupo F) comprende los departamentos de Comayagua, Intibucá, La Paz, Olancho, Francisco Morazán, El Paraíso, Valle y Choluteca. Dentro del marco de esta competencia, los 2 primeros y los 4 mejores terceros clasifican directo a instancias de octavos de final.
En caso de empate en puntos y goles en los octavos de final y cuartos de final; clasificarán los equipos que hayan terminado en una mejor ubicación en la tabla de las vueltas regulares.
En caso de empate en puntos y goles en las semifinales y Gran Final, se jugarán dos tiempos extras de 15 minutos; de persistir el empate se realizarán lanzamientos de penaltis.

## Participantes

### Temporada 2025-26
A continuación, se muestra el listado de todos los participantes y el grupo al que pertenecen en la temporada actual.
| Equipo                  | Ciudad                                   | Estadio                          | Capacidad |
| Grupo A                 | Grupo A                                  | Grupo A                          | Grupo A   |
| ----------------------- | ---------------------------------------- | -------------------------------- | --------- |
| Boca Juniors            | Tocoa, Colón                             | Estadio Francisco Martínez Durón | 7000      |
| Juventus                | Roatán, Islas de la Bahía                | Estadio Rogelio Bustillo         | 1000      |
| C. D. Social Sol        | Olanchito, Yoro                          | Estadio San Jorge                | 7000      |
| Sampdoria               | Sonaguera, Colón                         | Estadio Juan de Dios Martínez    | 2000      |
| C. D. Real Sociedad     | Tocoa, Colón                             | Estadio Francisco Martínez Durón | 7000      |
| Roma F. C.              | Sonaguera, Colón                         | Estadio Juan de Dios Martínez    | 2000      |
| Grupo B                 |                                          |                                  |           |
| C. D. Vida              | La Ceiba, Atlántida                      | Estadio Ceibeño                  | 18 000    |
| C. D. Honduras Progreso | El Progreso, Yoro                        | Estadio Humberto Micheletti      | 5500      |
| C. D. Atlético Junior   | El Negrito, Yoro                         | Gonzalo Maldonado                | 1000      |
| Tela F. C.              | Tela, Atlántida                          | Estadio Alfredo León Gómez       | 5000      |
| Estrella F. C.          | José Santos Guardiola, Islas de la Bahía | Estadio Carlos Calderón          | 2 500     |
| F. C. Santa Rosa        | La Masica, Atlántida                     | Estadio Masiqueño                | 1000      |
| Grupo C                 |                                          |                                  |           |
| C. D. Subirana          | Gualala, Santa Bárbara                   | Estadio Santos Adán Sabillón     | 2000      |
| C. D. Real              | Santa Bárbara, Santa Bárbara             | Estadio Argelio Sabillón         | 5000      |
| C. D. Parrillas One     | La Lima, Cortés                          | Estadio Luis Girón               | 7500      |
| F. C. Leones HT6        | Villanueva, Cortés                       | Estadio José Adrián Cruz         | 2000      |
| Brasilia F. C.          | Río Lindo, Cortés                        | Estadio Filiberto Fernández      | 1500      |
| Pumas F. C.             | Las Vegas, Santa Bárbara                 | Estadio Municipal de Las Vegas   | 1000      |
| Grupo D                 |                                          |                                  |           |
| Cruz Azul Opoa          | San Juan de Opoa, Copán                  | Estadio Copán Galel              | 1500      |
| C. D. San Juan Huracán  | Quimistán, Santa Bárbara                 | Estadio Domingo Ortega           | 2000      |
| Olimpia Occidental      | La Entrada, Copán                        | Estadio Las Alsacias             | 2000      |
| Santo Domingo Savio     | Santa Rosa de Copán, Copán               | Estadio Sergio Reyes             | 4000      |
| C. D. Cuervos           | San Luis, Santa Bárbara                  | Estadio Fausto Rodríguez         | 2000      |
| Oro Verde F. C.         | La Esperanza, Intibucá                   | Estadio Romualdo Bueso           | 3000      |
| Grupo E                 |                                          |                                  |           |
| Real Tegus              | Tegucigalpa, Francisco Morazán           | Estadio UPNFM                    | 2000      |
| AFFI Academia           | Choluteca, Choluteca                     | Estadio Emilio Williams Agasse   | 8000      |
| C. D. FAS               | San Lorenzo, Valle                       | Estadio Ángel Augusto Martínez   | 4000      |
| C. D. Pirata            | Nacaome, Valle                           | Estadio José Elías Nazar         | 5000      |
| Atlético Independiente  | Siguatepeque, Comayagua                  | Estadio Roberto Martínez Avila   | 8000      |
| Marcala Junior          | Marcala, La Paz                          | Centro Deportivo Camerún         | 1500      |
| Grupo F                 |                                          |                                  |           |
| C. D. Hondupino         | Trojes, El Paraíso                       | Estadio Raúl Moncada             | 2000      |
| Estrella Roja           | Danlí, El Paraíso                        | Estadio Marcelo Tinoco           | 5000      |
| C. D. Gimnástico        | Tegucigalpa, Francisco Morazán           | Estadio Emilio Larach            | 3000      |
| C. D. Arsenal SAO       | Cantarranas, Francisco Morazán           | Estadio Francisco Gaitán Agüero  | 1000      |
| San Rafael              | El Pedernal, Francisco Morazán           | Estadio Maturave El Pedernal     | 1000      |
| Meluca Campamento       | Campamento, Olancho                      | Estadio Cornelio Santos          | 2000      |

## Historial
A continuación, se muestra el listado de todos los torneos y campeonatos.
| Temporada                          | Campeón                                     | Resultado                                   | Subcampeón                                  | Entrenador                                  | Notas                                       | Ref.                                        |                                             |
| Liga Nacional de Segunda División  | Liga Nacional de Segunda División           | Liga Nacional de Segunda División           | Liga Nacional de Segunda División           | Liga Nacional de Segunda División           | Liga Nacional de Segunda División           | Liga Nacional de Segunda División           |                                             |
| ---------------------------------- | ------------------------------------------- | ------------------------------------------- | ------------------------------------------- | ------------------------------------------- | ------------------------------------------- | ------------------------------------------- | ------------------------------------------- |
| 1966-67                            | Atlético Indio                              | 5-4                                         | C. D. Victoria                              | Mario Griffin                               |                                             |                                             |                                             |
| 1967-68                            | C. D. Victoria                              | 8-5                                         | C. D. Federal                               | Víctor Bernárdez                            |                                             |                                             |                                             |
| 1968-69                            | Lempira                                     | 6-4                                         | C. D. Broncos                               | José Lino Bejarano                          |                                             |                                             |                                             |
| 1969-70                            | C. D. Verdún                                | 5-2                                         | San Pedro                                   | Alfonso Uclés                               |                                             |                                             |                                             |
| 1970-71                            | Troya                                       | 6-5                                         | C. D. Lenca                                 | Joaquín Padilla                             |                                             |                                             |                                             |
| 1971-72                            | Universidad                                 | 4-3                                         | C. D. Victoria                              | Alfonso Uclés                               |                                             |                                             |                                             |
| 1972-73                            | Torneo declarado nulo.                      | Torneo declarado nulo.                      | Torneo declarado nulo.                      | Torneo declarado nulo.                      | Torneo declarado nulo.                      | Torneo declarado nulo.                      | Torneo declarado nulo.                      |
| 1973-74                            | C. D. Federal                               | 4-2                                         | San Pedro                                   | Alfonso Uclés                               |                                             |                                             |                                             |
| 1974-75                            | Atlántida                                   | 3-3 (6-5, pen.)                             | Salamar                                     | Héctor Bernárdez                            |                                             |                                             |                                             |
| 1975-76                            | Campamento                                  | 5-5                                         | C. D. Lenca                                 | Alfonso Uclés                               |                                             |                                             |                                             |
| 1976-77                            | C. D. Victoria                              | 2-0                                         | Curacao                                     | Roberto Ortega                              |                                             |                                             |                                             |
| 1977-78                            | Tiburones                                   | 7-3                                         | Alianza                                     | Roy Almendárez                              |                                             |                                             |                                             |
| 1978-79                            | Atlético Portuario                          | 3-1                                         | C. D. Federal                               | Luis Maradiaga                              |                                             |                                             |                                             |
| 1979-80                            | Atlético FUSEP                              | 2-0                                         | Juventud Ribereña                           | Carlos Padilla                              |                                             |                                             |                                             |
| 1980-81                            | Independiente                               | ―                                           | ―                                           | Roberto Scalessi                            | Se definió mediante un cuadrangular         |                                             |                                             |
| 1981-82                            | Dandy                                       | ―                                           | ―                                           | Raúl Ortiz                                  | Se definió mediante un cuadrangular         |                                             |                                             |
| 1982-83                            | C. D. Platense                              | ―                                           | ―                                           | Néstor Matamala                             | Se definió mediante un cuadrangular         |                                             |                                             |
| 1983-84                            | C. D. Sula                                  | ―                                           | ―                                           | Roberto Norales                             | Se definió mediante un cuadrangular         |                                             |                                             |
| 1984-85                            | Tela Timsa                                  | ―                                           | ―                                           | Alfredo Barahona                            | Se definió mediante un cuadrangular         |                                             |                                             |
| 1985-86                            | EACI                                        | ―                                           | ―                                           | Rafael Núñez                                | Se definió mediante un cuadrangular         |                                             |                                             |
| 1986-87                            | Universidad                                 | ―                                           | ―                                           | Carlos Padilla                              | Se definió mediante un cuadrangular         |                                             |                                             |
| 1987-88                            | Curacao                                     | ―                                           | ―                                           | Mario Sandoval                              | Se definió mediante un cuadrangular         |                                             |                                             |
| 1988-89                            | Super Estrella                              | ―                                           | ―                                           | Roy Posas                                   | Se definió mediante un cuadrangular         |                                             |                                             |
| 1989-90                            | Tela Timsa                                  | ―                                           | ―                                           | Roberto Scalessi                            | Se definió mediante un hexagonal            |                                             |                                             |
| 1990-91                            | Atlético Indio                              | ―                                           | ―                                           | Rubén Guifarro                              | Se definió mediante un hexagonal            |                                             |                                             |
| 1991-92                            | Real Maya                                   | ―                                           | ―                                           | Jorge Rivera                                | Se definió mediante un hexagonal            |                                             |                                             |
| 1992-93                            | Deportes Progreseño                         | ―                                           | ―                                           | Marco Tulio Cano                            | Se definió mediante un hexagonal            |                                             |                                             |
| 1993-94                            | C. D. Broncos                               | ―                                           | ―                                           | Edwin Pavón                                 | Se definió mediante un hexagonal            |                                             |                                             |
| 1994-95                            | Independiente                               | ―                                           | ―                                           | Carlos Tábora                               | Se definió mediante un octagonal            |                                             |                                             |
| 1995-96                            | Universidad                                 | ―                                           | ―                                           | Miguel Escalante                            | Se definió mediante un cuadrangular         |                                             |                                             |
| 1996-97                            | Atlético Indio                              | 3-1                                         | Halcón Terrazos                             | Mario Sandoval                              |                                             |                                             |                                             |
| 1997-98                            | Alianza                                     | 3-2                                         | Real Sociedad                               | Alfonso Navarro                             |                                             |                                             |                                             |
| 1998-99                            | C. D. Federal                               | 2-2 (7-6, pen.)                             | Melgar                                      | Miguel Escalante                            |                                             |                                             |                                             |
| 1999-2000                          | Deportes Savio                              | 1-0                                         | Palestino F. C.                             | Juan Ramos                                  |                                             |                                             |                                             |
| 2000-01                            | Real Maya                                   | 4-3                                         | Real Comayagua                              | Oswaldo Altamirano                          |                                             |                                             |                                             |
| 2001-02                            | Honduras Salzburg                           | 2-2 (4-2, pen.)                             | Parrillas One                               | Javier Padilla                              |                                             |                                             |                                             |
| Liga Nacional de Futbol de Ascenso |                                             |                                             |                                             |                                             |                                             |                                             |                                             |
| 2002-03                            | Atlético Olanchano                          | 2-1                                         | Deportes Savio                              | Carlos Martínez                             |                                             |                                             |                                             |
| 2003-04                            | Municipal Valencia                          | 2-0                                         | Hispano Fútbol Club                         | Carlos Padilla                              |                                             |                                             |                                             |
| APR. 2004                          | Deportes Savio                              | 6-4                                         | Social Sol                                  | Emilio Umanzor                              | Inicio de los torneos cortos                | [ 11 ] [ 12 ]                               |                                             |
| CLA. 2005                          | Hispano Fútbol Club                         | 3-3 (6-5, pen.)                             | Deportes Savio                              | Carlos Martínez                             |                                             | [ 11 ]                                      |                                             |
| APR. 2005                          | Atlético Olanchano                          | 1-1 (3-2, pen.)                             | Juticalpa                                   | Dennis Allen                                |                                             | [ 13 ]                                      |                                             |
| CLA. 2006                          | C. D. Lenca                                 | 4-1                                         | Real Juventud                               | Leonel Machado                              |                                             | [ 14 ] [ 13 ]                               |                                             |
| APR. 2006                          | Deportes Savio                              | 3-2                                         | Arsenal                                     | Carlos Martínez                             |                                             | [ 15 ] [ 16 ]                               |                                             |
| CLA. 2007                          | Arsenal                                     | 3-2                                         | Cruz Azul                                   | Pascual Norales                             |                                             | [ 17 ] [ 18 ]                               |                                             |
| APR. 2007                          | Real Juventud                               | 3-2                                         | Arsenal                                     | Emilio Umanzor                              |                                             | [ 19 ]                                      |                                             |
| CLA. 2008                          | Real Juventud                               | 3-1                                         | Social Sol                                  | Emilio Umanzor                              |                                             | [ 20 ]                                      |                                             |
| APR. 2008                          | Atlético Gualala                            | 5-3                                         | Silca                                       | Dennis Allen                                |                                             | [ 21 ]                                      |                                             |
| CLA. 2009                          | C. D. Necaxa                                | 2-2 (4-1, pen.)                             | Social Sol                                  | Miguel Escalante                            |                                             | [ 22 ]                                      |                                             |
| APR. 2009                          | C. D. Necaxa                                | 3-1                                         | C. D. Choloma                               | Jorge Jiménez                               |                                             | [ 23 ]                                      |                                             |
| CLA. 2010                          | C. D. Necaxa                                | 3-2                                         | Atlético Independiente                      | Jorge Jiménez                               |                                             | [ 24 ]                                      |                                             |
| APR. 2010                          | Parrillas One                               | 3-2                                         | Yoro F. C.                                  | Carlos Tábora                               |                                             | [ 25 ]                                      |                                             |
| CLA. 2011                          | Atlético Choloma                            | 3-3 (5-4, pen.)                             | Real Sociedad                               | Rubén Guifarro                              |                                             | [ 26 ]                                      |                                             |
| APR. 2011                          | Real Sociedad                               | 4-0                                         | Atlético Municipal                          | Raúl Sambulá                                |                                             | [ 27 ]                                      |                                             |
| CLA. 2012                          | Parrillas One                               | 4-3                                         | Real Sociedad                               | José Alvarado                               |                                             | [ 28 ] [ 29 ]                               |                                             |
| APR. 2012                          | Juticalpa F. C.                             | 7-3                                         | Atlético Municipal                          | Róger Espinoza                              |                                             | [ 30 ] [ 31 ]                               |                                             |
| CLA. 2013                          | Parrillas One                               | 1-0                                         | Yoro F. C.                                  | Luis Cálix                                  |                                             | [ 32 ] [ 33 ]                               |                                             |
| APR. 2013                          | Honduras Progreso                           | 5-4                                         | C. D. Choloma                               | Wilmer Cruz                                 |                                             | [ 34 ]                                      |                                             |
| CLA. 2014                          | Honduras Progreso                           | 5-2                                         | Juticalpa F. C.                             | Wilmer Cruz                                 |                                             | [ 35 ]                                      |                                             |
| APR. 2014                          | Juticalpa F. C.                             | 4-2                                         | Lobos UPNFM                                 | Róger Espinoza                              |                                             | [ 36 ]                                      |                                             |
| CLA. 2015                          | Juticalpa F. C.                             | 5-3                                         | Atlético Independiente                      | Róger Espinoza                              |                                             | [ 37 ]                                      |                                             |
| APR. 2015                          | Social Sol                                  | 2-2 (4-3, pen.)                             | Deportes Savio                              | Carlos Caballero                            | Se definió a un solo partido                | [ 38 ]                                      |                                             |
| CLA. 2016                          | C. D. Alianza Becerra                       | 2-1                                         | Parrillas One                               | Róger Espinoza                              | Se definió a un solo partido                | [ 39 ]                                      |                                             |
| APR. 2016                          | Lepaera F. C.                               | 2-1                                         | Yoro F. C.                                  | Marco García                                | Se definió a un solo partido                | [ 40 ] [ 41 ]                               |                                             |
| CLA. 2017                          | Lobos UPNFM                                 | 0-0 (3-1, pen.)                             | Villanueva F. C.                            | Salomón Nazar                               | Se definió a un solo partido                | [ 42 ]                                      |                                             |
| APR. 2017                          | INFOP                                       | 2-1                                         | Villanueva F. C.                            | Reynaldo Tilguath                           |                                             | [ 43 ]                                      |                                             |
| CLA. 2018                          | INFOP                                       | 4-2                                         | Villanueva F. C.                            | Reynaldo Tilguath                           |                                             | [ 44 ] [ 45 ]                               |                                             |
| APR. 2018                          | Real Sociedad                               | 4-3                                         | San Juan                                    | José Maley                                  |                                             | [ 46 ] [ 47 ]                               |                                             |
| CLA. 2019                          | Olancho F. C.                               | 2-2 (3-1, pen.)                             | Santos F. C.                                | Nerlin Membreño                             |                                             | [ 48 ]                                      |                                             |
| APR. 2019                          | Atlético Pinares                            | 5-2                                         | Santos F. C.                                | Fernando López                              |                                             | [ 49 ]                                      |                                             |
| CLA. 2020                          | Cancelado debido a la Pandemia de COVID-19. | Cancelado debido a la Pandemia de COVID-19. | Cancelado debido a la Pandemia de COVID-19. | Cancelado debido a la Pandemia de COVID-19. | Cancelado debido a la Pandemia de COVID-19. | Cancelado debido a la Pandemia de COVID-19. | Cancelado debido a la Pandemia de COVID-19. |
| APR. 2020                          | Cancelado debido a la Pandemia de COVID-19. | Cancelado debido a la Pandemia de COVID-19. | Cancelado debido a la Pandemia de COVID-19. | Cancelado debido a la Pandemia de COVID-19. | Cancelado debido a la Pandemia de COVID-19. | Cancelado debido a la Pandemia de COVID-19. | Cancelado debido a la Pandemia de COVID-19. |
| CLA. 2021                          | C. D. Victoria                              | 4-3                                         | C. D. Génesis                               | Carlos Padilla                              |                                             | [ 51 ]                                      |                                             |
| APR. 2021                          | Olancho F. C.                               | 1-0                                         | Juticalpa F. C.                             | Humberto Rivera                             |                                             | [ 52 ]                                      |                                             |
| CLA. 2022                          | Olancho F. C.                               | 4-2                                         | Lone F. C.                                  | Humberto Rivera                             |                                             | [ 53 ]                                      |                                             |
| APR. 2022                          | Juticalpa F. C.                             | 5-2                                         | Real Juventud                               | Nerlin Membreño                             |                                             | [ 54 ]                                      |                                             |
| CLA. 2023                          | C. D. Génesis                               | 3-3 (6-5, pen.)                             | Platense F. C.                              | Reynaldo Tilguath                           |                                             | [ 55 ]                                      |                                             |
| APR. 2023                          | Juticalpa F. C.                             | 6-4                                         | Atlético Independiente                      | Humberto Rivera                             |                                             | [ 56 ]                                      |                                             |
| CLA. 2024                          | Juticalpa F. C.                             | 2-2 (5-3, pen.)                             | Lone F. C.                                  | Fernando Araújo                             |                                             | [ 57 ]                                      |                                             |
| APR. 2024                          | C. D. Choloma                               | 3-3 (7-6, pen.)                             | Platense F. C.                              | Fernando Molina                             |                                             | [ 58 ]                                      |                                             |
| CLA. 2025                          | Atlético Independiente                      | 3-2                                         | C. D. Arsenal SAO                           | Marlon Peña                                 |                                             | [ 59 ]                                      |                                             |